# Гавриково (Пермский край)
Гавриково — деревня в Косинском районе Пермского края. Входит в состав Косинского сельского поселения. Располагается севернее районного центра, села Коса, на правом берегу Камы. Расстояние до районного центра составляет 35 км. К востоку от Гаврикова находится деревня Пятигоры.

## Население
| 2010 |
| ---- |
| 12   |

По данным Всероссийской переписи населения 2010 года, в деревне проживало 12 человек (5 мужчин и 7 женщин).

## История
До Октябрьской революции населённый пункт Гавриково входил в состав Гаинской волости, а в 1927 году — в состав Пятигорского сельсовета Гайнского района. По данным переписи населения 1926 года, в деревне насчитывалось 18 хозяйств, проживало 95 человек (44 мужчины и 51 женщина). Преобладающая национальность — коми-пермяки.
По данным на 1 июля 1963 года, в деревне проживал 61 человек. Населённый пункт входил в состав Пятигорского сельсовета.

## Археология
На территории распространения родановской культуры в Верхнем Прикамье известна находк каролингского меча в деревне Гавриково.